# Scleria oblata
Scleria oblata är en halvgräsart som beskrevs av Stanley Thatcher Blake och Johannes Hendrikus Kern. Scleria oblata ingår i släktet Scleria och familjen halvgräs. Inga underarter finns listade i Catalogue of Life.